# Viba EP
Viba è il secondo EP del gruppo alternative rock Verdena uscito nel 2000. È il secondo del gruppo sopracitato, e deve il suo nome alla ottava canzone dell'album Verdena.

## Tracce
1. Viba [edito] - 3:49
2. Stenuo - 5:19
3. Sunshine of Your Love (Cream) - 4:30
4. Cretina - 3:53

## Formazione
- Alberto Ferrari - voce, chitarra
- Luca Ferrari - batteria, percussioni
- Roberta Sammarelli - basso

## Curiosità
- Il produttore dell'EP, Enrico Ruggeri, non si tratta del famoso cantautore milanese ma bensì del cantante/chitarrista della band bergamasca Hogwash. Trattasi di un caso di omonimia.